# Тредоціо
Тредоціо (італ. Tredozio) — муніципалітет в Італії, у регіоні Емілія-Романья,  провінція Форлі-Чезена.
Тредоціо розташоване на відстані близько 260 км на північ від Рима, 60 км на південний схід від Болоньї, 30 км на південний захід від Форлі.
Населення — 1243 особи (2014).
Щорічний фестиваль відбувається в суботу перед другою неділею травня. Покровитель — Beata Vergine delle Grazie.

## Демографія
Населення за роками:

Станом на 1 січня 2023 року в муніципалітеті офіційно проживали 72 іноземці з 18 країн, серед них 34 громадяни країн Євросоюзу та 7 громадян України.

## Сусідні муніципалітети
- Марраді
- Модільяна
- Портіко-е-Сан-Бенедетто
- Рокка-Сан-Кашіано